# Acanthocreagris relicta
Espèce
Acanthocreagris relicta est une espèce de pseudoscorpions de la famille des Neobisiidae.

## Distribution
Cette espèce est endémique du Pays valencien en Espagne. Elle se rencontre à Les Coves de Vinromà dans la grotte Cova Masies d´Abat et à Sant Mateu dans la grotte Cova dels Encenalls.

## Publication originale
- Mahnert, 1977 : Spanische Hohlenpseudoskorpione. Miscelanea Zoologica Barcelona, vol. 4, no 1, p. 61-104.